# 127.ª Brigada Mixta (Ejército Popular de la República)
La 127.ª Brigada Mixta fue una unidad del Ejército Popular de la República creada durante la guerra civil española. Perteneciente a la 28.ª División, tuvo un papel relevante durante la contienda y llegó a operar en los frentes de Aragón y Extremadura.

## Historial
La unidad fue creada el 28 de abril de 1937, en el frente de Huesca, a partir de la antigua columna «Roja y Negra». El mando de la brigada recayó en el mayor de milicias Máximo Franco, con el teniente de infantería Ramón de la Torre Martín como jefe de Estado Mayor con el anarcosindicalista Manuel Lozano Guillén como comisario político. Quedó integrada en la 28.ª División, que había sido la antigua División «Ascaso». En junio tomó parte en la ofensiva de Huesca y unos meses después también participaría en la ofensiva de Zaragoza, atacando la localidad de Zuera —sin éxito—. Durante la batalla de Teruel, mientras las brigadas 125.ª y 126.ª participaban en los combates, la 127.ª BM permaneció situada en el Alto Aragón como fuerza de reserva del Ejército del Este.
El 9 de marzo de 1938, tras el comienzo de la ofensiva franquista en el frente de Aragón, la brigada recibió la orden de marchar al sector amenazado para tratar de contener el ataque enemigo. El día 11, sin embargo, la brigada se desbandó ante el contacto con el enemigo en la zona de Alagón-Oliete; el 13 de marzo perdió las localidades de Andorra, Ariño y Alloza, debiendo replegarse hacia la zona situada entre Teruel y Escorihuela, donde se encontraba hacia el 23 de abril. Sus restos acabaron reintegrándose en la antigua división. La 127.ª Brigada, que sufrió un importante quebranto, hubo de ser retirada a Calles para ser sometida a una reorganización.
En el mes de agosto fue enviada como refuerzo al frente de Extremadura, ahora bajo el mando del mayor de milicias Esteban Serra Colobrans. La brigada intervino en el contraataque republicano que siguió a la ofensiva franquista en la Bolsa de Mérida, donde la 127.ª BM tuvo un buen comportamiento; tras cruzar el río Zújar, tomó el vértice Manoquín y continuó avanzando hasta las cercanías Castuera. Permaneció en este sector hasta ser retirada para cubrir las bajas sufridas. En enero de 1939 intervino en la batalla de Peñarroya, participando en la ruptura del frente y logrando avanzar las sierras Patuda y Trapera. La unidad sería disuelta al final de la contienda.

## Mandos
Comandantes
- Mayor de milicias Máximo Franco Cavero;[12]
- Mayor de milicias Esteban Serra Colobrans;[13]

Comisarios
- Manuel Lozano Guillén, de la CNT;[14][15]

Jefes de Estado Mayor
- Teniente de infantería Ramón de la Torre Martín;
- Mayor de milicias Enrique Genovés Guillén;